# Iriatherina werneri
O Iriatherina werneri é uma espécie de peixe de aquário.
É nativa de pântanos de água doce e áreas densamente vegetadas com águas correntes, em Papua (Nova Guiné), Indonésia e na Austrália.
Do gênero Melanotaeniidae, esta espécie está entre as mais belas deste gênero. Bastante pacífica e de um colorido intenso, que não ultrapassam os 5 cm, é nastante popular no Aquarismo, principalmente em plantados para concursos de Aquapaisagismo.
A proporção de um macho para cada duas fêmeas é recomendada, para evitar futuras brigas, já que machos são moderadamente agressivos com outros da mesma espécie.
Toleram pH de 5.5 a 7.5, e uma temperatura de 24 a 30°C.

## Hábitos
É uma espécie pacífica e bastante agitada, que vive melhor em grupos com 6 ou mais exemplares de sua espécie. Geralmente não molestam outros companheiros, e concentram-se mais no centro e na superfície do Aquário. São de hábitos diurnos.

## Alimentação
Na natureza, sua alimentação consiste em pequenos insetos. Já em cativeiro, podemos oferecer ração industrializada moída (têm a boca muito pequena), Dáphnias, Artêmias, etc.

## Aquário
O Aquário deve ser comprido (mínimo 60 cm), visto que gostam bastante de nadar, assim precisando de mais espaço. Plantas acalmam, já que são na maioria das vezes bastante tímidas, e áreas sombreadas e um substrato mais escuro realçam sua coloração.

## Dimorfismo sexual
Os machos são mais coloridos, e têm as nadadeiras anal e dorsal mais desenvolvidas, em forma de Agulha (daí o nome popular Arco-Íris Agulha).